# 舞妓
舞妓（まいこ）は、京都の五花街（上七軒・先斗町・宮川町・祇園甲部・祇園東）において、舞踊・御囃子などの芸で宴席に興（きょう）を添えることを仕事とする少女のこと。芸妓の見習い修行段階の者をいう。

## 概要
舞妓・芸妓は、今から約300年前の江戸時代に、京都の八坂神社（当時は祇園社）のある東山周辺の、神社仏閣へ参詣する人や街道を旅する人にお茶をふるまった水茶屋の茶立女（ちゃたておんな）に起源がある。水茶屋も初めはお茶や団子を提供していたものに、やがて酒や料理が加わり、その店で働く彼女達が、歌舞伎芝居を真似て三味線や舞踊を披露するようになった。現在も京都の祇園を中心とした花街で厳しいしきたりの下で活躍している。
東京など関東地方における「半玉」「おしゃく」とは別の文化起源であるため、区別されるものである。

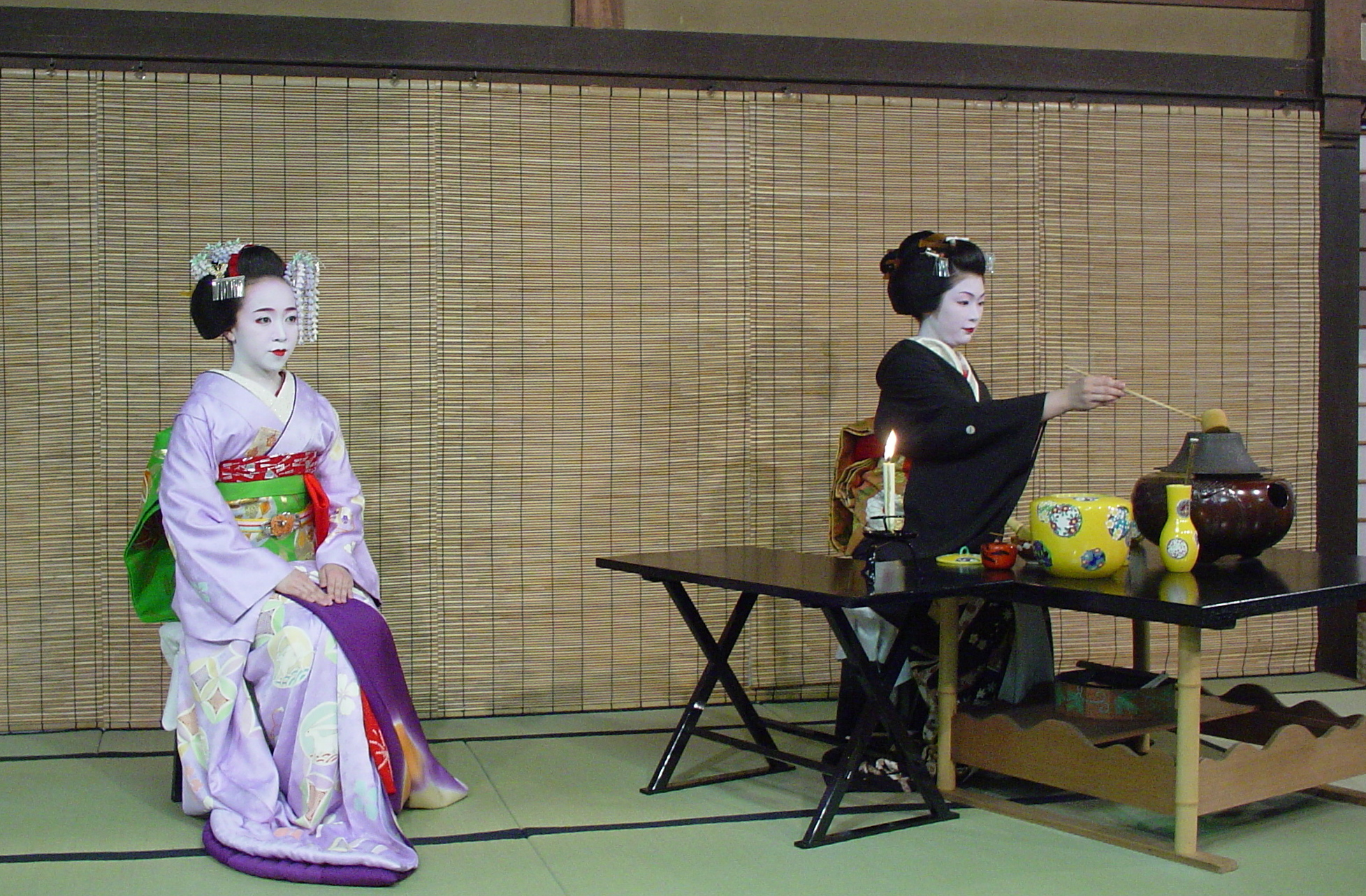
舞妓（左）

## 京都の舞妓

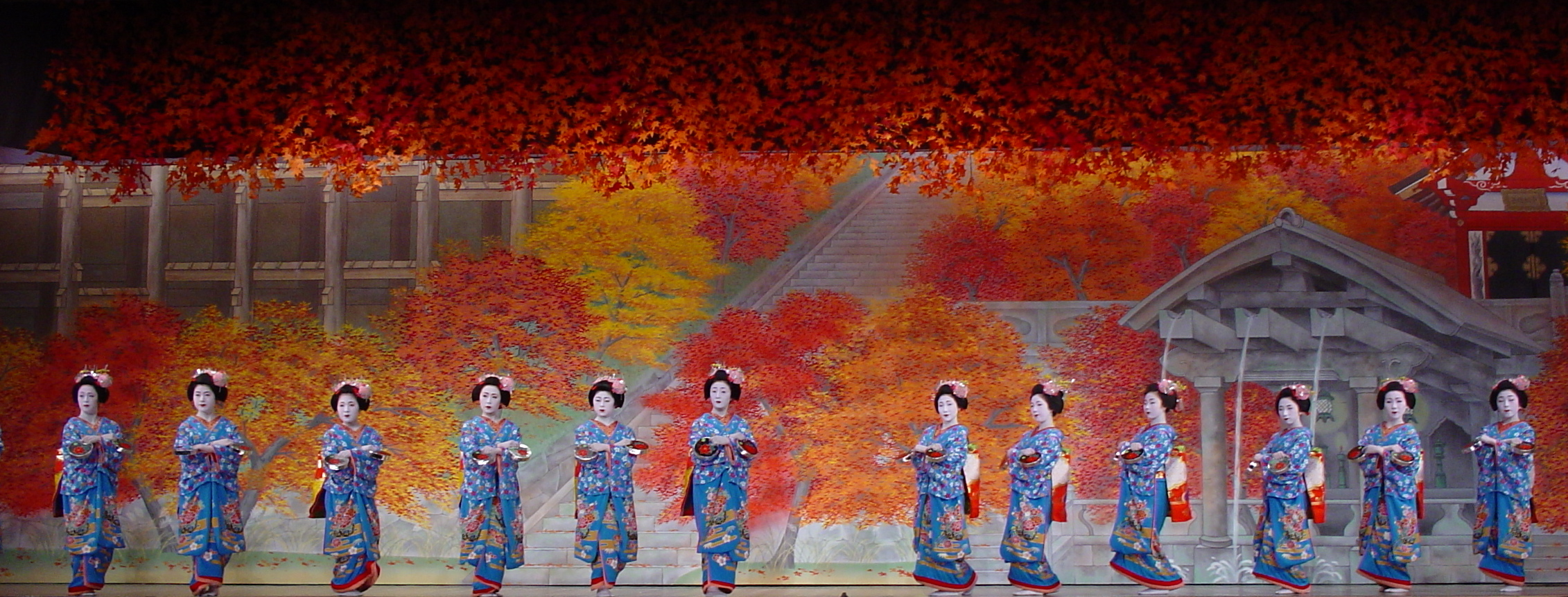
都をどりで舞を披露する舞妓

古くは「舞子」と書き、かつては9歳から13歳でお座敷に上がり接客作法を学び、芸能など修業して一人前の芸妓に成長していた。現在では高校卒業後にもなれるが殆どの舞妓は中学卒業後が多い。
通例、半年から2年ほどの「仕込み」期間を経た後、1か月間「見習い」として、だらりの帯の半分の長さの「半だらり」の帯を締め、姐さん芸妓と共に茶屋で修行する。置屋の女将、茶屋組合よりの許しが出れば、晴れて舞妓として「見世出し」が可能となる。座敷や舞台に上がるときは芸妓も舞妓も白塗りの厚化粧をするが芸妓が通常鬘を付けるのに対し、舞妓は自髪で日本髪を結い、四季の花などをあしらった華やかで可憐な花簪（長く垂れ下がった簪は1年目のみであり、以後は次第に花が大きくなる）を挿す。舞妓の初期は「割れしのぶ」という髪型で、2年から3年後に「おふく」となり、芸妓への襟替え1週間から4週間前には「先笄」を結い、お歯黒を付ける（引眉しないので半元服の習慣が現代に残るものと見てよい）。襟足をV字状に白塗りするのは、江戸時代の女性が生え際の髪を抜いて同形状に整形していた名残である。襟替えして芸妓になる時期は20歳前後が多かった。

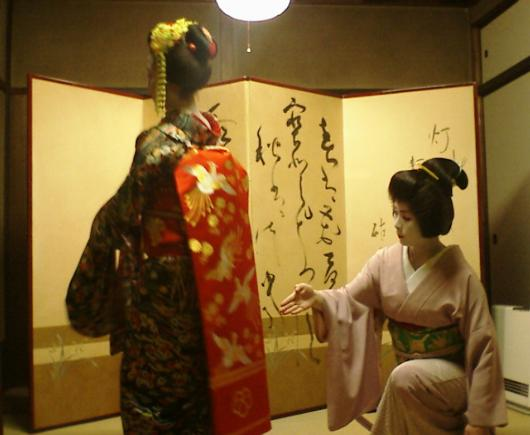
振袖にだらりの帯が特徴的な舞妓（左）

年齢が若いために見習いであるという建前から、衣装は必ず肩上げ、袖上げのされた裾を引いた振袖の着物を着る。歩くと音が鳴るぽっくり（こっぽりとも、京都では「おこぼ（新米の舞妓には内側に鈴が付けられる）」）の下駄にだらりの帯、という派手な格好もあるせいで、現在ではむしろ芸妓（芸子）よりも舞妓のほうが上方花街の代表的存在であると言えるかも知れない。座敷では主に立方を務め、祇園甲部に限って京舞井上流、それ以外では若柳流などの舞踊を披露する。いずれの出身地にかかわりなく独特の京ことば（祇園ことば）を使うよう教育されるために、京都の象徴であるかのように扱われることも多い。
本業は茶屋や料亭、旅館などにおいての接待であるが、最近はテレビなどのメディアへの露出、養護施設や病院への慰問、海外への派遣の仕事も多い。「一見さんお断り」の閉鎖的空間であった花街も近年、徐々に門戸を開いており、京都市観光協会が観光イベントとして協賛し、2009年1月より祇園の料理旅館で「京料理と舞妓の夕べ」なども定期的に開催されるようになった。また、「おおきに財団」（京都伝統伎芸振興財団）が、お茶屋でお座敷遊びのイベントを開催することもあり、一般の観光客にも花街文化を体験できる機会が増えている。一方で、近年では「舞妓パパラッチ」とも称される外国人観光客による接触や付きまといや強引な撮影など、舞妓に対する迷惑行為が増え、行政や地域住民らが注意喚起するリーフレットを作成・配布をしたり看板を掲げたりするなどの対策を行っている。

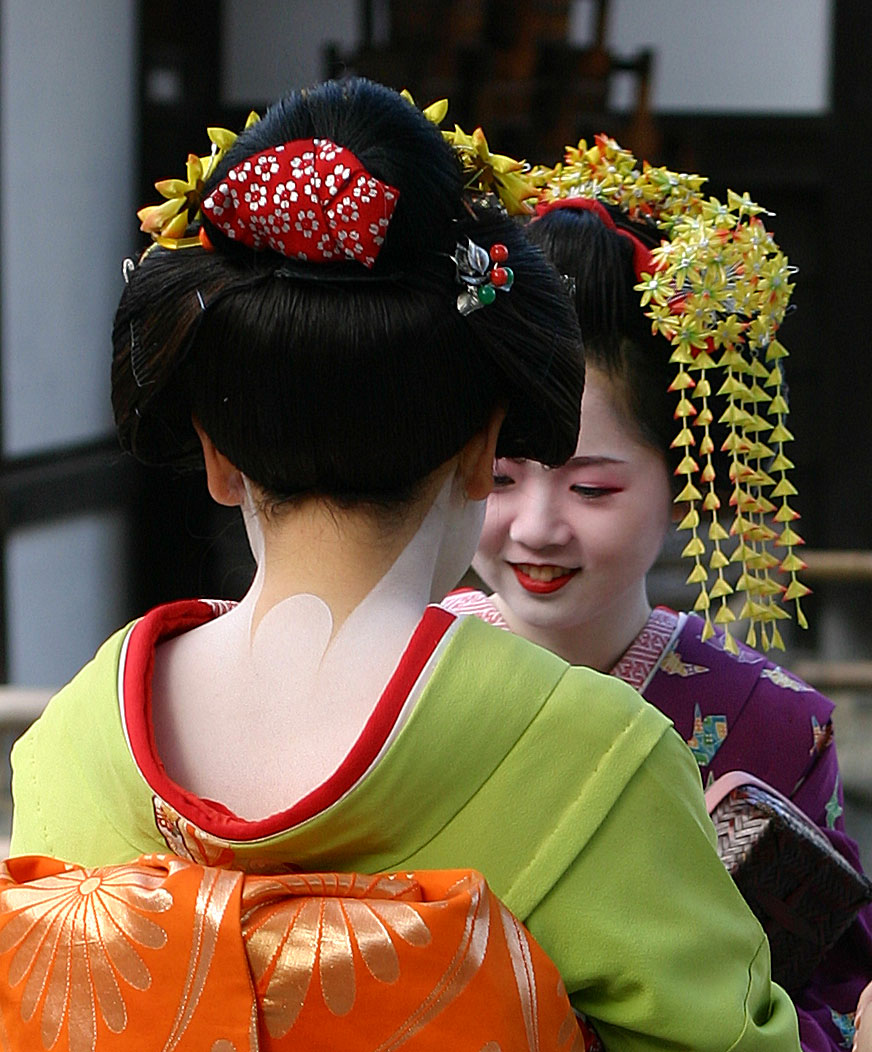
肩上げの着物と花簪

現在、京都の花街で舞妓がいるのは祇園甲部・宮川町・祇園東・先斗町・上七軒の五花街である。インターネットを通して舞妓志望者を募る置屋もある。近年はブームのおかげもあってか舞妓志望者は増加傾向だが、昔気質のつらい修行に耐え切れず辞めてしまうことも多い。そのため、花街ではいかに質の高い芸舞妓を保持するかが今後の問題である。

### 京都の象徴としての舞妓
名神高速道路での標識（京都市への距離表示・京都府・京都市のカントリーサイン）に舞妓の姿が描かれたり、京都観光を題材としたCMに舞妓や舞妓の扮装をした観光客が登場したりするなど、舞妓は「京都」の象徴とされることも多い。

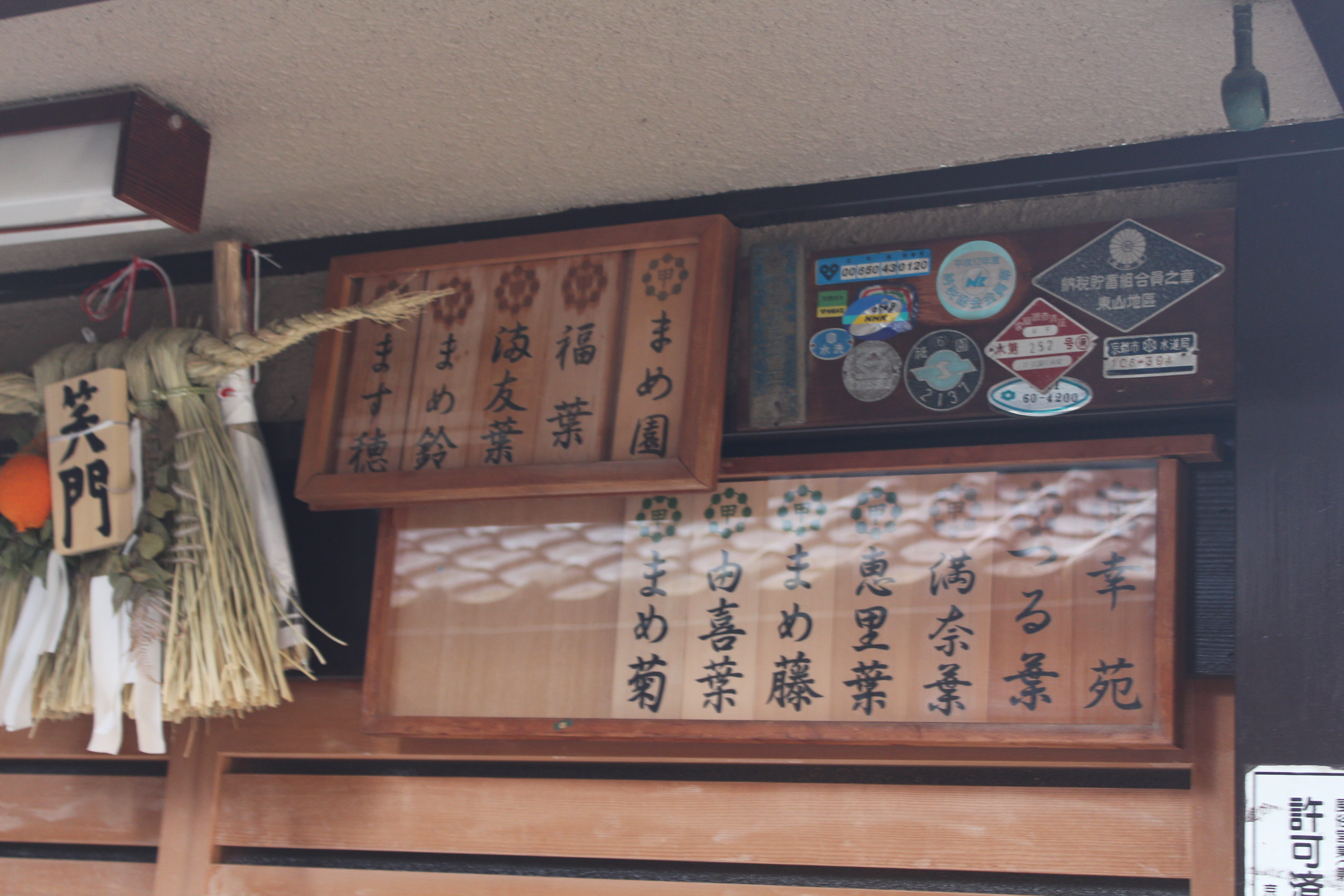
京都の花街に出す舞妓の板

## 京都以外の舞妓
京都以外の日本各地にも「まいこ」と呼ばれる芸妓がいる。京都のように修行の段階で区別されるとは限らず、一人前の芸妓、芸者を指す地域が多い。
酒田市（山形県）には舞娘と書いてまいこと読む年少芸妓が居るが、衣装（帯結び）は京都の舞妓とは異なる。酒田市にある相馬樓で見ることができる。
山形市にも上記と同様のやまがた舞子が居る。花笠祭りにも登場。
秋田市にあきた舞妓が居る。明治終わりから昭和初期に川反芸者として秋田市の繁華街にて発展していた。かつての秋田の舞妓文化を継承するために、新たに2014年に誕生した。
あわら市（福井県）の芦原温泉に於いて2004年に38年ぶりの舞妓が誕生した。ひきずりの着物にだらりの帯、という京都の舞妓と同じ衣装、但し地毛ではなくかつら（場合により地毛で結っている時もある）。
奈良市元林院町の花街では舞妓ではなく、「舞子」という表記になる。舞子は京都と同じく、引きずりの振袖にだらりの帯、地毛で結った京風日本髪に花かんざしを挿し、おこぼを履く。
大阪市には大東亜戦争（太平洋戦争）前には舞妓が居た。京都とは異なり、帯結びが腰元の様な立て矢であるのが特徴（「やぎっちゃ」という結び方）。また髪型も京風の引き鬢ではなく、江戸風の出し鬢であった。衣装などが空襲で焼失し、写真も僅かしか残らず、資金面などの問題もあり、復活は難航したが、2008年5月に若手の芸妓2名により復活に漕ぎ着けた。
神戸市の有馬温泉では高卒の新人は舞妓（半玉）と呼ばれる。詰め袖の着物だが京都と同様の肩上げをし、鬘だが花かんざしを付ける。
このほかの関西や四国・九州地方などの花柳界にもかつては「舞妓」と呼ばれる存在があった。
しかしその姿は京都の舞妓に類似するもの、むしろ関東の「半玉」（または大阪の舞妓か）に近いものと様々であった。
名古屋市の花柳界「名妓連」には舞妓が2名居る。舞妓になるには、金の鯱が出来ることが必須である。また引き摺りではなく、普通の振袖を着用し、帯は後見結びで、帯締めにぽっちりは付けず本結びにする。着物類や簪は自前。
岐阜市の花柳界「鳳川伎連」にも1名舞妓がいる。引き摺りの振袖で、京都の舞妓に姿が似ている。岐阜には独自の舟遊び文化があり、屋形船乗船の際は帯結びが異なる。岐阜県内を走る長良川鉄道越美南線の「舞妓列車」に同乗することもある。
このほか、高知県高知市の料亭でも芸妓や仲居、和装コンパニオンとともに舞妓を雇用している（いわゆる「社員制度」の舞妓）。
いずれの花街も京都と違い、現在は舞妓として座敷に出るには18歳以上であることが定められている。

## 労働問題
舞妓として働く女性は15歳から20歳で未成年者も含むが、2022年6月、飲酒・混浴・性接待などの違法行為・人権侵害が行われているという告発がなされた。その中で、例えば「身八つ口から手を入れられて胸を触られることも、個室で裾を広げられてお股を触られたこともあります」などの被害が報告された。花街全体ではそういったことのないように厳しく対応しているとされるものの、「ホンマのことやからバラされても仕方ない」「もっと色々と公にしてほしい」と考える舞妓もいるという。
2022年7月12日、最初に告発した桐貴清羽がメディアの取材に応じ、休日は月に2日、「お小遣い」は月に5万円程度、などの労働環境が明かされた。21時から24時の後口では割烹料理店やバーに行くことが多く、クラブやキャバクラのアフターと同じだったという。また、舞妓の上に客がまたがって腰を上下させる、舞妓が三点倒立して客が着物の裾を広げて下着を見る、舞妓の着物の中に客が手を入れる、といったセクハラ事例が報告された。

### 法的側面
このような実情について、労働基準法の「未成年者の保護規定」や児童福祉法に違反している可能性が指摘されている。
告発を受け、2022年6月28日に厚生労働大臣の後藤茂之が、大臣記者会見で記者から舞妓の法的保護について質問を受けた。その中で後藤大臣は、舞妓が労働基準法の適用対象になるかどうかは場合によるとしつつ、一般論として「芸妓や舞妓の方々が適切な環境の下で、芸妓や舞妓としてご活動いただくことが重要」との見解を示した。
また、FLASH編集部が調査したところでは、舞妓などの保存継承などを手掛けるおおきに財団からは回答が得られなかったという。また、京都労働局も「舞妓の労働性については、個別事案になるので、答えられません」としている。

## 舞妓が登場する作品

### 小説
- 京まんだら（著者：瀬戸内晴美）
- 少年舞妓・千代菊がゆく!
- 弁護士芸者シリーズ（芸者弁護士・藤波清香事件ファイル）（著者：和久峻三・ドラマ『京都の芸者弁護士事件簿』原作）
- 舞妓探偵 小菊シリーズ（祇園舞妓 小菊シリーズ）（著者：山村美紗・ドラマ『舞妓さんは名探偵!』原作）
- さゆり

### ノンフィクション
- 相原恭子『京都発 極上作法で魅せる舞妓さんマナー集』山海堂、2007年3月、ISBN 4381022351
- 相原恭子『京都花街　ファッションの美と心』淡交社、2011年6月、ISBN 4473037509
- 相原恭子『京都花街　舞妓と芸妓のうちあけ話: 芸・美・遊・恋・文学 うちらの奥座敷へようこそ』淡交社、2012年2月、ISBN 4473038009
- 相原恭子『京都花街もてなしの技術』小学館、2005年5月、ISBN 4093875537
- 相原恭子『京都舞妓と芸妓の奥座敷』（文春新書）、文藝春秋、2001年10月、ISBN 4166602055
- 相原恭子『舞妓さんのお道具帖 おしゃれのアイデアと、すぐに使える小物がいっぱい』山海堂、2007年11月、ISBN 9784381023315
- 相原恭子『舞妓さんの京都花街検定』京都新聞出版センター、2021年6月、ISBN 476380748X
- 相原恭子『未知の京都 舞妓と芸妓』弘文堂、2007年7月、ISBN 9784335551130
- 青山益朗『ぎをん桔梗家ものがたり』コエランス、2004年11月、ISBN 490773106X
- 岩崎究香（岩崎峰子）『祇園のうら道、おもて道 女の舞台、一流の事情』幻冬舎、2005年10月、ISBN 4344010604
- 岩崎峰子『祇園の課外授業』集英社、2004年9月、ISBN 4087813126
- 岩崎峰子『祇園の教訓 昇る人、昇りきらずに終わる人』幻冬舎、2003年7月、ISBN 4344003586
- 岩瀬奈津代『京都・祇園 最上のおもてなしに学ぶ「心づかい」の基本』朝日新聞出版、2015年8月、ISBN 4022512954
- 小川智恵子／語り、鈴木美代子／聞き書き『おてんばば女将の祇園昔ばなし』草思社、2007年6月、ISBN 9784794216045
- 小原源一郎（文）、板倉有士郎（写真）『京・祇園 幽玄なる伝統美の世界』日本地域社会研究所、1994年4月、ISBN 4890227385
- 上七軒市まめ『舞妓のお作法』大和書房、2007年11月、ISBN 9784479781721
- 桐木千寿『愛され上手になる 祇園流・女磨き』講談社、2007年3月、ISBN 9784062138413
- 熊谷康次郎（文）、濱岡昇（写真）『祇園と舞妓』淡交社、1974年
- 佐野美津子『祇園女の王国 紅殻格子のうちとそと』新潮社、1995年2月、ISBN 4104034010
- 杉田博明（文）、溝縁ひろし（写真）『京の花街祇園』淡交社、2003年5月、ISBN 4473019802
- 杉田博明（文）、先斗町歌舞会（監修）、溝縁ひろし（写真）『先斗町のすべて―決定版』淡交社、2010年10月、ISBN 4473036715
- ライザ・ダルビー（入江恭子・訳）『芸者 ライザと先斗町の女たち』TBSブリタニカ、1985年12月、ISBN 4484851156
  - 原著: Liza Crihfield Dalby, Geisha, University of California Press, 1983, ISBN 0520047427
- 高橋秀彰『「一見さんお断り」の勝ち残り経営 ~京都花街お茶屋を350年繁栄させてきた手法に学ぶ~』ぱる出版、2017年4月、ISBN 9784827210507
- 高安美三子『おおきに。 祇園に学ぶしなやか処世術 』扶桑社、2007年3月、ISBN 4594053432
- 徳力龍之介（文）、福森クニヒロ（写真）『京都の流儀―もてなし篇―』木楽舎、2014年10月、ISBN 4863240791
- 中島よしゑ『和学塾 美しい日本女性の生き方』太陽出版、2007年4月、ISBN 9784884695118
- 中島よしゑ『京都・祇園流格別のおもてなし作法』亜紀書房、2007年10月、ISBN 9784750507095
- 納屋嘉治ほか（文）、溝縁ひろし（写真）『祇園 粋（すい）な遊びの世界』淡交社、1995年4月、ISBN 4473013995
- 西尾久美子『京都花街の経営学』東洋経済新報社、2007年9月、ISBN 9784492501764
- 西尾久美子『おもてなしの仕組み - 京都花街に学ぶマネジメント』（『京都花街の経営学』改題）（中公文庫）、中央公論新社、2014年3月、ISBN 4122059216
- 西尾久美子『舞妓の言葉――京都花街、人育ての極意』東洋経済新報社、2012年10月、ISBN 4492044795
- 早崎春勇『祇園よいばなし』京都書院、1990年10月、ISBN 4763640445
- 松田有紀子、田中圭子、山本真紗子、片山詩音（文）、溝縁ひろし（写真）『花街と芸妓・舞妓の世界: 継がれゆく全国各地の芸と美と技』誠文堂新光社、2020年2月、ISBN 4416518331
- 三宅 小まめ、森田 繁子（共著）『「祇園」うちあけ話―お茶屋のこと、お客様のこと、しきたりのこと』（PHP文庫）、PHP研究所、2004年7月、ISBN 4569662250（『聞き書き 祇園に生きて』同朋舎・発売：角川書店、2000年5月、ISBN 4810426084 を改題）
- 山口公女『すっぴん芸妓―京都・祇園のうっかり日記』ローカス、2007年1月、ISBN 9784898147085
- 山口富美恵『芸者雪そのの青春』集英社、1986年5月、ISBN 4087750841
- 山本雅子『お茶屋遊びを知っといやすか』廣済堂出版、2001年1月、ISBN 4331507475
- 依田義賢（文）、濱岡昇（写真）『舞妓の四季』（駸々堂ユニコンカラー双書）、駸々堂出版、1975年
- 新井豆爾『ちょっと昔の祇園町』朝日新聞出版、2015年2月、ISBN 9784022512598
- 藤花、 萩花、 桃花、 菊花『舞妓の反乱―「金権亡者」の巣窟化した祇園の金、かね、カネ』データハウス、1995年3月、ISBN 4887183011
- 渡辺憲司 (日本文学者)『大人の教養を愉しむ 祇園のしきたり』（青春新書）、青春出版社、2009年7月、ISBN 4413042425

### 漫画
- 玄椿（著者：河惣益巳）
- 紅匂ふ（著者：大和和紀・原案：岩崎峰子『芸妓峰子の花いくさ』）
- 女帝花舞 （原作：倉科遼・作画：和気一作）
- まんがグリム童話 舞妓の恋 （著者：安藤なつ）
- 京・雪月花（著者：安藤なつ）
- 華なりと（原作：倉科遼・作画：月島薫）
- 花に嵐!〜霊感舞妓・鈴花事件帖〜（著者：竹内未来）
- 舞妓さんちのまかないさん（著者：小山愛子）※2021年にテレビアニメ化
- 京都花街はこの世の地獄〜元舞妓が語る古都の闇〜（著者：宮本ぐみ・原案：桐貴清羽）

### 写真作品
- 「舞妓を受け継いだ少女」（2007年1月 - 3月：キヤノンギャラリー、写真家荻野NAO之）
- 荻野NAO之 日本語版写真集『komomo』講談社インターナショナル、2008年4月、ISBN 4770040938
- 荻野NAO之 英語版写真集『A Geisha's Journey』講談社インターナショナル、2008年1月、ISBN 4770030673
- 浅野喜市『祇園 昭和13年〜35年 浅野喜市写真集』京都書院、1990年6月、ISBN 476363142X
- 石原哲男『日本髪の世界 舞妓の髪型編』自費出版、2004年4月、
- 石原哲男『舞妓の髪型 京・先斗町』同朋舎出版、1993年5月、ISBN 4810412946
- 板倉有士郎『祇をん 舞妓の四季 板倉有士郎写真集』サンライズ印刷株式会社、1989年3月
- 片岡仁左衛門（文）、清岡虹子（写真）『祇園の舞妓』フジアート出版、1985年2月、ISBN 4828902961
- 内藤悦子『舞妓はんになってみませんか 京都宮川町の舞妓姉妹、君香さんと君晴さん フォトガイド写真集』第三書館、2007年9月、ISBN 9784807407125
- 濱岡昇『京舞妓』京都書院、1987年6月、ISBN 4763630571
- ジョン・フォスター『京舞妓百景 ジョン フォスター写真集』東方出版、2006年12月、ISBN 4862490484
- 溝縁ひろし『京都祇園』光村推古書院、1996年7月、ISBN 4838101716
- 溝縁ひろし『京都 五花街―祇園甲部 宮川町 先斗町 上七軒 祇園東』光村推古書院、2010年11月、ISBN 4838104324
- 溝縁ひろし『京都花街 祇園甲部・宮川町・上七軒・先斗町・祇園東』光村推古書院、2002年7月、ISBN 4838103034
- 溝縁ひろし『京都の花街』光村推古書院、2015年6月、ISBN 4838105266
- 溝縁ひろし『京都先斗町』光村推古書院、1997年8月、ISBN 4838102070
- 溝縁ひろし『京舞妓歳時記 溝縁ひろし写真集』東方出版、1995年8月、ISBN 4885914361
- 溝縁ひろし『京舞妓―宮川町』光村推古書院、2013年4月、ISBN 4838104790
- 溝縁ひろし『祇をん市寿々』小学館、2000年10月、ISBN 4096813222
- 溝縁ひろし『祇園 今に生きる伝統美』日本交通公社、1985年4月
- 溝縁ひろし 『祇園・舞ごよみ』京都書院、1992年4月、ISBN 4763631950（のち文庫・京都書院アーツコレクション 1998年6月、ISBN 4763616420）
- 溝縁ひろし『祇園舞妓抄』吉村書房、1978年4月
- 溝縁ひろし（京都新聞出版センター・編）『はんなりと 京舞妓の四季』京都新聞出版センター、2004年4月、ISBN 4763805347
- 溝縁ひろし『溝縁ひろし写真集 昭和の祇園 昭和48年~64年』光村推古書院、2021年3月、ISBN 4838106084

### テレビドラマ
- 舞妓さんは名探偵（1988年、1989年、1990年 、テレビ朝日、酒井法子主演）
- 舞妓さんは名探偵!（1999年　テレビ朝日　酒井美紀主演）
- 新・科捜研の女（第2シリーズ　File.7 秘密のキスマーク！祇園祭に渦巻く殺意）
- 恋する京都（2004年　NHK、鶴田真由 主演）
- 祇園囃子（2005年、テレビ朝日、渡哲也、藤原紀香主演）
- 花いくさ〜京都祇園伝説の芸妓・岩崎峰子〜（2007年、フジテレビ、井上真央主演）
- 京都へおこしやす!（2008年、毎日放送、中村玉緒、大路恵美主演）
- だんだん（2008年-2009年、NHK、朝の連続テレビ小説 三倉茉奈、三倉佳奈主演 舞妓役は三倉佳奈）
- 舞妓さんちのまかないさん（2023年　NETFLIX　森七菜、出口夏希のW主演）

### 劇場版映画
- 舞妓はんだよ全員集合!!（1972年  松竹　ザ・ドリフターズ、吉沢京子主演）
- 舞妓はん（1963年、松竹、橋幸夫、倍賞千恵子主演）
- 舞妓物語（1987年、松竹、岡本舞子主演）
- 舞妓物語（1954年、東宝、若尾文子主演）（ストーリーは上とまったく違う）
- 祇園小唄絵日傘（1930年、マキノプロダクション、桜木梅子主演）
- 祇園囃子（1953年、大映、若尾文子主演）
- 祇園囃子（1934年、松竹、飯塚敏子主演）
- おもちゃ（1999年、東映、宮本真希主演）
- Memoirs of a Geisha（SAYURI、2005年、松竹配給、チャン・ツィイー主演）
- 舞妓Haaaan!!!（2007年、東宝配給、阿部サダヲ、堤真一、柴咲コウ主演）
- 舞妓はレディ（2014年、東宝配給、上白石萌音主演）

### 関連する舞踊曲など
- 舞妓（長唄）（2曲ある）
- 京の四季（長唄）（端唄）（小唄）（上方歌）
- 姫三社（上方歌）（端唄）
- 黒髪（長唄）（地歌・端歌物）
- 十六夜（長唄）
- 祇園の夜桜（大和楽）
- 舞妓はん（舞踊小曲）
- 祇園小唄（舞踊小曲）（俗曲）
- 春の舞妓（舞踊小曲）
- 舞妓人形（舞踊小曲）